# Kryštof Trubáček
Kryštof Trubáček (15. února 1958 – 19. června 2000 Praha) byl český malíř, sochař, sklář a keramik.

## Život
Vystudoval v letech 1982 – 1989 Vysokou školu uměleckoprůmyslovou u profesorů J. Malejovského, S.Libenského, a J.Svobody. V letech 1986 – 1987 studoval u prof. R.Bossaerta na École Nationale Superieure des Arts Decoratifs v Paříži v ateliéru sochařství a keramiky. Zemřel na těžkou nemoc v roce 2000. 

## Tvorba
Jeho výrazný umělecký talent vystupuje ze skleněných a bronzových plastik, nápaditých barevných vitráží, reliéfů a obrazů. Umělecky spolupracoval na mnoha interiérech. Zároveň patřil k širšímu okruhu kolem divadla Sklep, v jehož představeních se ještě před rokem 1989 objevoval. Kryštof spoluzakládal s architektem Davidem Vávrou a dalšími přáteli z pražské umělecké scény „Letní slavonickou školu duchovního experimentu a výtvarné teorie v praxi“. Slavonická letní škola patřila po roce 1989 k prvním skutečně profesionálně vedeným a zároveň značné tvůrčí svobodě přejícím vyukovým dílnám výtvarného a dramatického umění.
Mezi jeho nejpozoruhodnější projekty patřila série výstav s názvem Hapestetika určená i nevidomým lidem. Široká veřejnost si pak může pamatovat jeho projekt Totální velbloud z roku 1993, kdy Kryštof ovládl hlavní město sérií výstav obrazů, plastik a fotografií z africké pouště.
Později také založil keramickou dílnu Maříž ve stejnojmenné vesnici na jihu Čech.